# Cobubatha orcidia
Cobubatha orcidia là một loài bướm đêm trong họ Noctuidae.